# 1995 CJ
1995 CJ är en asteroid i huvudbältet som upptäcktes 1 februari 1995 av den japanska astronomen Takao Kobayashi vid Ōizumi-observatoriet.
Asteroiden har en diameter på ungefär 13 kilometer.